# Chlidoniopsis inflata
Chlidoniopsis inflata är en mossdjursart som beskrevs av Harmer 1957. Chlidoniopsis inflata ingår i släktet Chlidoniopsis och familjen Chlidoniopsidae. Inga underarter finns listade i Catalogue of Life.